# Округа Білосток
Окру́га Білосто́к (нім. Bezirk Bialystok, пол. Okręg białostocki, біл. Беластоцкая акруга) — адміністративно-територіальна одиниця, утворена нацистською Німеччиною на північному заході окупованої нею радянської Білорусі під час Другої світової війни. Мала характер німецького адміністративного округу з управлінською структурою, аналогічною чинній у Східній Пруссії.
Фактично припинила існування з окупацією радянськими військами останніх частин округи в січні 1945 року.

## Історія
Округу Білосток утворено 1 серпня 1941 року з Білостоцької області (нині — переважно територія Польщі), північних районів Берестейської області та частини Барановицької області БРСР. На час виникнення округа межувала на півночі і заході зі Східною Пруссією, на півдні — з Генеральною губернією, а на сході — з південно-східним краєм Східної Пруссії (Сувалківський виступ) вздовж Німану до міста Мости (за винятком Гродно), включаючи Вовковиськ і Пружани, аж до Бугу на захід від Бреста-Литовського, а звідти — вздовж тодішніх кордонів із Генеральною губернією і зі Східною Пруссією. Згодом на північний схід від округи Білосток утворилася генеральна округа Литва, на схід — генеральна округа Білорутенія, а на південний схід — генеральна округа Брест-Литовський. Водночас, у військовому відношенні округу Білосток було включено у 1-й військовий округ Третього Райху.
Законним платіжним засобом спочатку поряд із радянським карбованцем були імперські кредитно-банківські білети (нім. Reichskreditkassenschein) і рентні марки (нім. Rentenmark).
1 листопада 1941 року Гродно з прилеглою місцевістю перейшло з підпорядкування райхскомісаріату Остланд у склад округи Білосток, відбулася зміна у поділі на райони. Також 1 листопада 1941 було запроваджено райхсмарку за курсом 10 карбованців = 1 райхсмарка.
У липні-серпні 1944 року частини Червоної Армії захопили територію округи Білосток від сходу до лінії Нарва—Бобр. Штаб-квартиру начальника цивільної адміністрації було перенесено у Бартенштайн.
У січні 1945 року Червона Армія захопила останні, доти ще не завойовані частини районів Ломжа і Граєво на північ від лінії Нарва — БобрБобр, тим самим окупувавши всю територію округи Білосток.

## Керівництво
Оберпрезидентом (главою) цивільної адміністрації округи Білосток з 1 серпня 1941 року був гауляйтер НСДАП Еріх Кох, осідок якого був тоді в Кенігсберзі.
Цивільним комісаром, заступником начальника цивільної адміністрації округи Білосток з 1 серпня 1941 до 14 лютого 1942 був голова ремісничої палати, економічний радник гауляйтера Вальдемар Магунія з Кенігсберга, а після його призначення генеральним комісаром Києва — ландрат, доктор Фріц Брікс з Тільзіта.
Посаду начальника СС і поліції округи Білосток обіймав з 18 січня 1942 штандартенфюрер СС Вернер Фром, з 20 січня 1943 року його змінив на цій посаді бригадефюрер СС Отто Гельвіг, а з 18 червня 1944 до 22 жовтня 1944 — оберфюрер СС, полковник поліції Гайнц Roc, переведений на цю посаду із Сімферополя.

## Адміністративно-територіальний поділ
1 серпня 1941 округа складалася з 9 районів: міста Білосток, Білостоцького району і районів Августово, Більськ-Підляський, Граєво, Ломжа, Пружани, Соколка і Вовковиськ.
Станом на 1 липня 1944 округа Білосток включала 8 районів (нім. Kreise):
- Міський район Білосток (нім. Stadtkreis Bialystok)
- Сільський район Білосток (нім. Landkreis Bialystok)
- Сільський район Більськ (нім. Landkreis Bielsk)
- Сільський район Граєво (нім. Landkreis Grajewo)
- Сільський район Гродно (нім. Landkreis Grodno)
- Сільський район Ломжа (нім. Landkreis Lomscha)
- Сільський район Сокулка (нім. Landkreis Sokolka)
- Сільський район Вовковиськ (нім. Landkreis Wolkowysk)

## Демографія
На момент свого створення округа Білосток налічувала 1 383 000 жителів. Національний склад населення був таким: 830 000 поляків, 300 000 білорусів, 200 000 українців, 50 000 євреїв і 2 000 німців.

## Білостоцьке гето
Гето Білостока створювалося нацистами з 26 липня по початок серпня 1941 року приблизно в той час, коли окупований німцями Білосток став столицею новоутвореної однойменної округи. На невеличку, відведену для цього ділянку міста було зігнано близько 50 000 євреїв з околиць Білостока та прилеглої області. Гето розділялося на дві частини річкою Бяла, що протікала через нього. Більшість поміщених сюди в'язнів працювали на підприємствах примусової праці, передовсім на великих текстильних фабриках, розміщених в його межах.
16 серпня 1943 року у гето спалахнуло повстання, яке було придушено, після чого в листопаді 1943 року гето було ліквідовано, а всіх його жителів було або вбито на місці, або перевезено у вагонах для худоби у винищувальні табори Майданек і Треблінка.